# هایدرشهوفن
هایدرشهوفن (به آلمانی: Haidershofen) یک منطقهٔ مسکونی در اتریش است که در بخش امستیتن واقع شده‌است. هایدرشهوفن ۳٬۵۷۰ نفر جمعیت دارد.